# Rheinischer Archivtag
Der Rheinische Archivtag (RAT) ist die regionale Fachtagung für die Archivare und Archivarinnen des nördlichen Rheinlandes und somit des rheinischen Landesteils von Nordrhein-Westfalen. Zusätzlich nehmen regelmäßig Gäste aus weiteren deutschen und europäischen Archivregionen teil. Die Ausrichtung der Veranstaltung übernimmt das LVR-Archivberatungs- und Fortbildungszentrum (LVR-AFZ), eine Dienststelle des Landschaftsverbandes Rheinland (LVR), gemeinsam mit einer jährlich wechselnden, gastgebenden Kommune. Der Archivtag dient dem kollegialen Informationsaustausch sowie der Diskussion aktueller archivfachlicher Fragestellungen und Probleme.

## Organisation und Ablauf
Der RAT findet im Frühsommer, zumeist Anfang Juni, statt. Die innerhalb des nördlichen Rheinlandes jahrweise wechselnden Tagungsorte befinden sich immer am Standort eines Stadt- oder Kreisarchivs, welches sich an Planung und Durchführung der Veranstaltung beteiligt. Hauptsächlich ist das LVR-Archivberatungs- und Fortbildungszentrum für die Organisation des RAT verantwortlich. Dies unterscheidet den Rheinischen Archivtag, genau wie sein westfälisches Pendant, von anderen regionalen Archivtagen in Deutschland, welche in der Regel durch die Landesarchive organisiert werden. Die Varianz unter den Gastgeberkommunen des RAT spiegelt die Vielfalt des Rheinlands wieder, welches durch internationale Metropolen, Groß- und Mittelstädte, aber auch ländliche Regionen geprägt ist. Der nächstjährige Tagungsort wird am Ende eines Archivtages bekannt gegeben.
Der Rheinische Archivtag ist ein Forum für alle Archivsparten, traditionell liegt aber ein Schwerpunkt auf den Kommunalarchiven. Neben deren Mitarbeitenden besuchen auch Archivarinnen und Archivare der Staats-, Kirchen- und Wirtschaftsarchive sowie vieler anderer Institutionen den RAT. Die Teilnahme bewegt sich jährlich etwa zwischen 150 und 200 Personen.

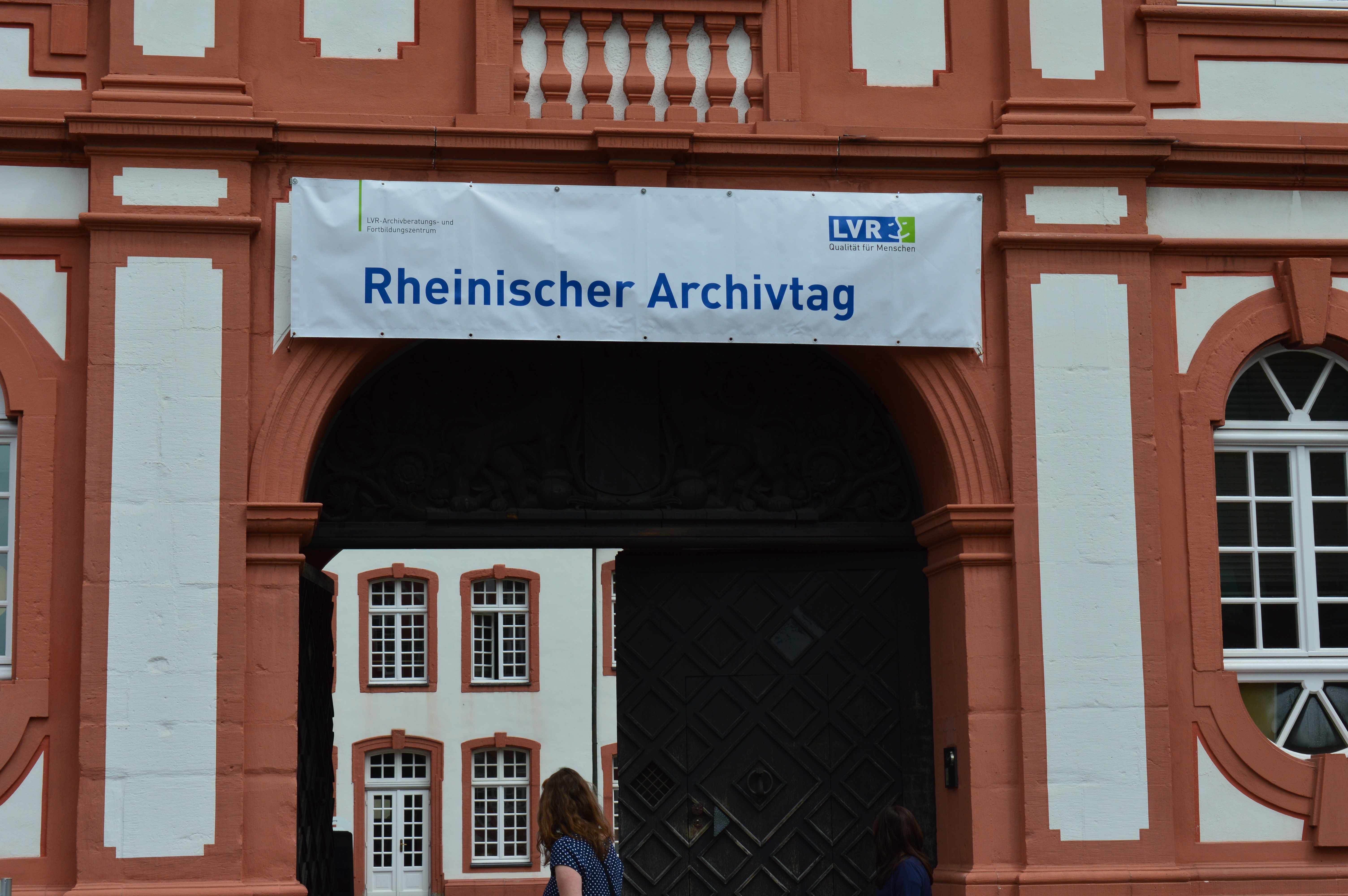
Rheinischer Archivtag 2015 in der Abtei Brauweiler

Erstmalig wurde die Veranstaltung 1967, damals noch unter der Bezeichnung „Tagung rheinischer Kommunalarchivare“, veranstaltet. Die Umbenennung zum „Rheinischen Archivtag“ erfolgte 1979, um so den spartenübergreifenden Charakter widerzuspiegeln.
Seit der Gründung wird jede Jahrestagung einem spezifischen Thema gewidmet, welches das zweitägige Tagungsprogramm größtenteils bestimmt. Der erste Tag wird durch formelle Begrüßungen von Repräsentantinnen bzw. Repräsentanten der Gastgeberkommune und des LVR sowie einer am Tagungsthema orientierten Keynote eingeleitet. Den programmatischen Hauptteil während beider Tage bilden Panels mit jeweils zwei bis drei Einzelvorträgen und moderierter Diskussion. In manchen Jahren finden bei entsprechendem Bedarf auch Panels parallel statt oder es werden alternative Diskussionsformate als Ergänzung veranstaltet.
Wenngleich die Mehrheit der Panels und andere Programmpunkte sich am jeweiligen Tagungsthema orientieren, gibt es immer auch Vorträge und Diskussionen zu anderen archivrelevanten Themen. Hierzu gehören beispielsweise die archivarische Fachausbildung, der Aufbau kooperativer Infrastrukturen oder rechtliche Problemfelder. Am zweiten Tag können alle Teilnehmenden zudem durch Kurzbeiträge im offenen Format der „aktuellen Stunde“ eigene Projekte präsentieren, Nachfragen stellen und auf berufsständische oder archivfachliche Probleme aufmerksam machen.
Jenseits des archivfachlichen Teils wird zudem ein Rahmenprogramm angeboten, während dem Teilnehmende die Gastgeberkommune kennenlernen oder Einblicke in örtliche Archive erhalten können.
Zusammenfassungen der Vorträge und Diskussionen sind seit 2012 in einem Live-Blog unmittelbar abrufbar. Außerdem erscheinen die Beiträge im jährlichen Tagungsband der Reihe „Archivhefte“, welcher auf dem Rheinischen Archivtag des Folgejahres veröffentlicht wird.

## Übersicht der Rheinischen Archivtage
|     | Jahr | Ort                          | Tagungsthema                                                                                     |
| --- | ---- | ---------------------------- | ------------------------------------------------------------------------------------------------ |
| 1.  | 1967 | Remscheid                    | Benutzerordnung für Kommunalarchive                                                              |
| 2.  | 1968 | Neuss                        | Archiv und Verwaltung                                                                            |
| 3.  | 1969 | Viersen                      | Archivpflegelehrgänge für Kommunalarchivare                                                      |
| 4.  | 1970 | Kalkar                       | Kommunalarchive und Öffentlichkeitsarbeit                                                        |
| 5.  | 1971 | Radevormwald                 | Kassation und Ersatzverfilmung                                                                   |
| 6.  | 1972 | Rheinhausen                  | Sammlungs- und Bibliotheksgut in Kommunalarchiven                                                |
| 7.  | 1973 | Oberbergischer Kreis         | Aufbau von Kommunalarchiven / Kooperationen im Archivwesen                                       |
| 8.  | 1974 | Euskirchen                   | Archivgesetzgebung                                                                               |
| 9.  | 1975 | Neuss                        | Ausstellungen als Mittel der Öffentlichkeitsarbeit                                               |
| 10. | 1976 | Ratingen                     | Öffentlichkeitsarbeit von Archiven                                                               |
| 11. | 1977 | Düren                        | Papier – Geschichte, Herstellung, Konservierung                                                  |
| 12. | 1978 | Moers                        | Handschriften – Erschließung und Katalogisierung                                                 |
| 13. | 1979 | Köln und Bornheim-Walberberg | Nichtkommunales Archivwesen                                                                      |
| 14. | 1980 | Remscheid-Lennep             | Rheinische Archivpflege in Privatarchiven                                                        |
| 15. | 1981 | Essen                        | Quellen zur Sozialgeschichte in Archiven im Ruhrgebiet                                           |
| 16. | 1982 | Gummersbach                  | Archiv und Denkmalpflege                                                                         |
| 17. | 1983 | Emmerich                     | Aufbau von Kommunalarchiven                                                                      |
| 18. | 1984 | Neuss                        | Kommunalarchive und lokale Geschichtsforschung                                                   |
| 19. | 1985 | Brühl                        | Genealogie im Archiv                                                                             |
| 20. | 1986 | Wuppertal                    | Kirchenarchive im Rheinland                                                                      |
| 21. | 1987 | Krefeld                      | Kommunales Archivwesen in den achtziger Jahren                                                   |
| 22. | 1988 | Solingen                     | Fotos im Archiv                                                                                  |
| 23. | 1989 | Jülich                       | PC-Einsatz im Archiv                                                                             |
| 24. | 1990 | Bad Münstereifel             | Mündliche Geschichte                                                                             |
| 25. | 1991 | Wesel                        | Zeitungen im Archiv                                                                              |
| 26. | 1992 | Straelen                     | Adaption von Gebäuden für Archivzwecke                                                           |
| 27. | 1993 | Hennef                       | Archiv und Agrargeschichte                                                                       |
| 28. | 1994 | Hückelhoven                  | Archive und Bergbaugeschichte                                                                    |
| 29. | 1995 | Grevenbroich                 | Fotos in Archiven                                                                                |
| 30. | 1996 | Dormagen-Zons                | Ergänzungsdokumentation in Archiven                                                              |
| 31. | 1997 | Bergisch Gladbach            | Bestandserhaltung in Archiven: Papier – seine Vergangenheit und Zukunft                          |
| 32. | 1998 | Dinslaken                    | Der PC als Instrument der Benutzung im Archiv                                                    |
| 33. | 1999 | Rheinbach                    | Archivische Informationssicherung im digitalen Zeitalter                                         |
| 34. | 2000 | Monheim am Rhein             | Erschließung in Archiven – Grenzen und Möglichkeiten                                             |
| 35. | 2001 | Mülheim an der Ruhr          | Massenkonservierung / Archivpädagogik                                                            |
| 36. | 2002 | Euskirchen                   | Digitalisierung in Archiven                                                                      |
| 37. | 2003 | Geldern                      | Archivische Projektarbeit / Archive zwischen Rationalisierung und Effizienz                      |
| 38. | 2004 | Köln                         | 75 Jahre Archivberatung im Rheinland                                                             |
| 39. | 2005 | Kerpen                       | Archiv und Denkmalpflege / Überlieferung zur kommunalen Geschichte in Adels- und Kirchenarchiven |
| 40. | 2006 | Düsseldorf-Benrath           | Wirtschaft und Archive: Überlieferungsbildung durch Kooperation                                  |
| 41. | 2007 | Pulheim-Brauweiler           | Die rheinischen Kommunalarchive: Herausforderungen des 21. Jahrhunderts                          |
| 42. | 2008 | Rees                         | Filmarchivierung                                                                                 |
| 43. | 2009 | Viersen                      | Netzwerken – Kooperieren – Delegieren: Handfeste Mittel zum Optimieren der Archivarbeit          |
| 44. | 2010 | Bonn-Bad Godesberg           | Standards und Normen im Alltag der Archive                                                       |
| 45. | 2011 | Remscheid                    | Archive als Bildungspartner                                                                      |
| 46. | 2012 | Ratingen                     | Digital und analog – Die beiden Archivwelten                                                     |
| 47. | 2013 | Aachen                       | Betrieb versus Projekt? Finanzierung der Archive in der Zukunft                                  |
| 48. | 2014 | Kleve                        | Kooperation ohne Konkurrenz: Perspektiven archivischer Kooperationsmodelle                       |
| 49. | 2015 | Pulheim-Brauweiler           | Archivlandschaft Rheinland                                                                       |
| 50. | 2016 | Siegburg                     | Verwaltung – Kultur – Wissenschaft. Facetten der Archive                                         |
| 51. | 2017 | Essen                        | Archive im Rechtsstaat – Zwischen Rechtssicherung und Verrechtlichung                            |
| 52. | 2018 | Frechen                      | Der Servicegedanke beginnt im Kopf – Für eine archivische Willkommenskultur                      |
| 53. | 2019 | Duisburg                     | Eine Königsdisziplin auf dem Prüfstand – Überlieferungsbildung heute                             |
| 54. | 2021 | Pulheim-Brauweiler           | Archive und Forschung – Zwischen Wunsch und Wirklichkeit                                         |
| 55. | 2022 | Erkelenz                     | Katastrophen- und Krisenmanagement                                                               |
| 56. | 2023 | Krefeld                      | Wachsende Aufgaben, knappe Ressourcen. Wohin steuert die Archivarbeit?                           |
| 57. | 2024 | Wesseling                    | Visuelle Quellen – Fotos und Filme in Archiven                                                   |
| 58. | 2025 | Viersen                      | Archive – nachhaltig und zukunftsfähig?                                                          |